# Дещно
Дещно (пол. Deszczno, нім. Dechsel) — село в Польщі, у гміні Дещно Ґожовського повіту Любуського воєводства.
Населення — 1197 осіб (2011).
У 1975-1998 роках село належало до Гожовського воєводства.

## Демографія
Демографічна структура станом на 31 березня 2011 року:
|          | Загалом | Допрацездатний вік | Працездатний вік | Постпрацездатний вік |
| -------- | ------- | ------------------ | ---------------- | -------------------- |
| Чоловіки | 603     | 111                | 445              | 47                   |
| Жінки    | 594     | 99                 | 378              | 117                  |
| Разом    | 1197    | 210                | 823              | 164                  |